# Lista prawosławnych metropolitów kijowskich
Lista prawosławnych metropolitów kijowskich
Prawosławna metropolia kijowska została założona w okresie między 976, a 998 r. Była podporządkowana patriarchatowi konstantynopolitańskiemu, a jej wewnętrzna organizacja był wzorowana na kościele bizantyjskim.
W wyniku rozpadu Rusi Kijowskiej i jej podboju przez Polskę, Litwę i Moskwę, w XIV metropolia kijowska rozpadła się na trzy ośrodki kijowski (faktycznie włodzimierski), halicki i litewski. 
W XVI w. oficjalny tytuł metropolity kijowskiego brzmiał: arcybiskup metropolita kijowski, halicki i całej Rusi. Nie rezydował on w Kijowie, lecz w północnej części diecezji na Litwie (w Nowogródku lub Wilnie). 

## Metropolici kijowscy
- Teofilakt Grek 988-1018
- Michał Grek 988-992 (?)
- Jan I Grek 1018-1035
- Teopempt Grek 1035-1051
- Hilarion 1051-1054
- Efrem Grek 1054-1061
- Jerzy Rusin 1062-1076
- Jan II Grek 1077-1089
- Jan III Grek 1090-1091
- Efrem Grek 1091-1093
- Mikołaj Grek 1093-1104
- Nicefor I Grek 1104-1122
- Nikita Grek 1122-1126
- Michał I Grek 1128-1147
- Klemens Rusin 1147-1156
- Konstanty I Grek 1156-1159
- Teodor Grek 1160-1163
- Jan IV Grek 1167-1170
- Michał II Grek 1171-1173
- Jan V Grek 1174-1179
- Konstanty Rusin 1179-1183
- Nicefor II Grek 1183-1201
- Mateusz Grek 1201-1220
- Cyryl I Rusin 1224-1233
- Józef Grek 1236-1242
- Piotr Rusin 1243-1247
- Cyryl II Rusin 1247-1281
- Maksym Grek 1283-1305
- Piotr Rusin 1305-1326
- Teognost Grek 1328-1353
- Aleksy 1354-1378
- Cyprian 1378-1406
- Pimen Rusin[1] 1378-1389
- Focjusz Grek 1408-1415
- Grzegorz Bułgar 1415-1419
- Focjusz Grek 1419-1431
- Gerazym Rusin 1433-1435
- Izydor Bułgar 1437-1447
- Jonasz I Rusin 1448-1458
- Grzegorz Bułgar 1458-1473
- Mizael Rusin 1476-1480
- Spirydion Rusin[1] 1476-1482
- Symeon Rusin 1480-1488
- Jonasz II Rusin 1489-1494
- Makary Rusin 1495-1497
- Józef I Rusin 1499-1501
- Jonasz III Rusin 1502-1507
- Józef Sołtan 1507-1521
- Józef III Rusin 1522-1534
- Makary Rusin 1534-1556
- Sylwester Rusin 1556-1567
- Jonasz IV Rusin 1568-1577
- Eliasz Rusin 1577-1579
- Onezyfor Rusin 1579-1588
- Michał Rusin[2] 1588-1596
- Michał Rahoza 1589-1596[3]

## Metropolici nieuznawani przez Rzeczpospolitą
- Hiob Borecki 1620-1621
- Izajasz (Kopiński) 1621-1632

## Legalni metropolici
- Piotr Mohyła 1632-1647
- Sylwester Kossów 1647-1657

## Metropolici rezydujący wCzehryniu, nie uznani przez lewobrzeżną starszyznękozacką
- Dionizy Bałaban 1657-1663
- Józef Nielubowicz-Tukalski 1663-1675
- Antoni Winnicki 1663–1679

## Metropolici piastujący urząd metropolity w Kijowie i na Lewobrzeżnej Ukrainie
- Łazar Baranowicz 1659-1661 i 1670-1685
- Metody Fyłymowicz 1661-1668

## Metropolici podporządkowani patriarchatowi moskiewskiemu, uznawani w całej metropolii ruskiej
- Gedeon Światopełk-Czetwertyński 1686-?
- Warłaam Jasiński 1690-1707
- Joasaf Krokowski 1708-1718

## Literatura
- Antoni Mironowicz - "Kościół prawosławny w państwie Piastów i Jagiellonów", Białystok 2003, ISBN 83-89031-39-6
- Natalia Jakowenko - "Historia Ukrainy do końca XVIII wieku", Lublin 2000, ISBN 83-85854-54-1